# Smithville (Teksas)
Smithville – miasto w Stanach Zjednoczonych, w stanie Teksas, w hrabstwie Bastrop.